# Eppelheim
Eppelheim este un oraș din landul Baden-Württemberg, Germania.